# Malishevë
Malishevë (in albanese Malishevë) è una città del Kosovo situata nel distretto di Prizren.

## Società

### Evoluzione demografica
La quasi totalità della popolazione è di etnia albanese.
| Composizione Etnica |          |
| Anno/Popolazione    | Albanesi |
| 2021                | 100%     |